# Diocese de Escópia
A Diocese de Escópia (em latim:  Dioecesis Scopiensis, e em macedônio/macedónio:  Скопска бискупија) é uma diocese de rito romano da Igreja Católica atuante na Macedônia. Do século IV a 1656, quando foi renomeada para Arquidiocese de Escópia, era conhecida como Arquidiocese da Dardânia. Em 1969, juntamente com a Administração Apostólica de Prizren, formou a Diocese de Escópia-Prizren. Em 2000, tornou-se uma diocese sufragânea da Arquidiocese de Sarajevo, seu bispo é Kiro Stojanov, nomeado em 2005.

## História
Originalmente erigida no século IV com o título de Arquidiocese da Dardânia, a arquidiocese era um baluarte do Império Romano, como estava na rota primária norte–sul de Atenas para Sirmio. Mesmo com os grandes problemas no Império, a Arquidiocese permaneceu em seu território muito depois da queda de Roma. Depois de sofrer um terremoto em 518, a catedral metropolitana foi reconstruída junto com a maior parte de Escópia, pelo Imperador Justiniano.

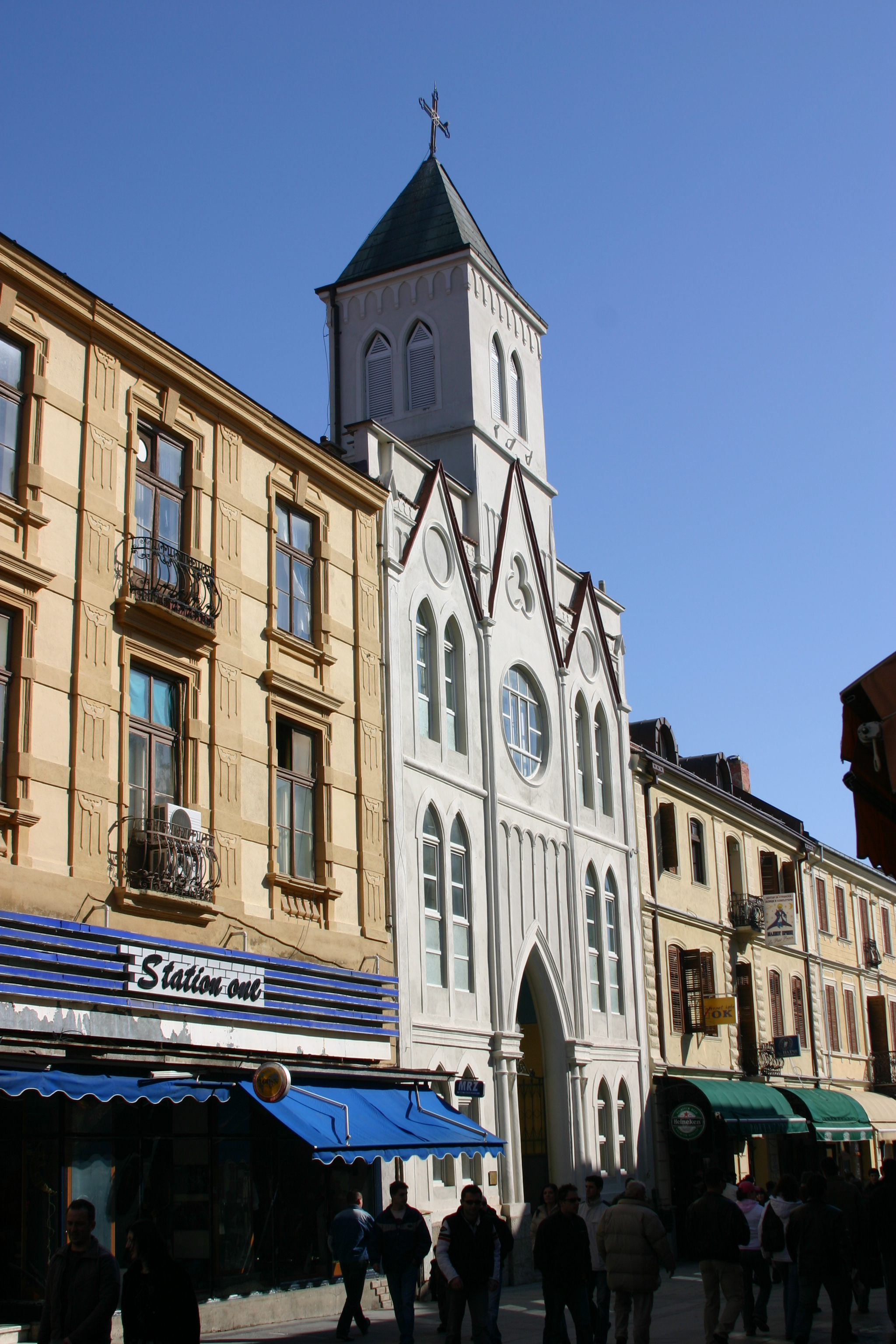
Cocatedral do Sagrado Coração.

No século VII, quando o poder romano declinou no Império Oriental, os eslavos invadiram e destruíram a cidade. Nenhum bispo é conhecido de 553 a 882. Depois de ser reconstruída, Escópia caiu por diversas vezes nas mãos dos romanos e dos búlgaros, antes do eventual colapso do Império Búlgaro. Até 1014, a Arquidiocese estava nas mãos dos búlgaros, quando os bizantinos finalmente derrubaram o tsar Samuel, e os reincorporou ao do Império.
Houve bispos católicos nos séculos XIII e XIV, mas Escópia permaneceu sob o domínio bizantino até 1282 quando foi conquistada pela Sérvia. Após a chegada dos otomanos e a derrota do Império do Servio na Batalha de Kosovo (1389), Escópia foi conquistada pelos otomanos em 1392. Foram três séculos até que a sé católica fosse restabelecida, e consideradada sé titular de 1346 a 1656. Em 1656, após a derrota dos turcos na Batalha de Viena, a cidade foi invadida e tomada pela Arquiducado da Áustria, e a arquidiocese foi finalmente restaurada e renomeada como Arquidiocese de Escópia. Isso marcou um breve interlúdio, enquanto os turcos os tentavam reconquistá-la e a sé foi suprimida mais uma vez pelos turcos. Os arcebispos tiveram que residir nas montanhas albanesas.
A história moderna da diocese começa após a rebelião grega de 1816, com a nomeação de Matej Krasniqi como o primeiro arcebispo residente de Escópia em mais de 500 anos de governo otomano. Desde então, houve uma série de bispos ininterruptos.
O governo otomano caiu em 1912, quando Escópia ficou sob o domínio do Reino da Sérvia. A fim de regular o status da Igreja Católica, o governo da Sérvia concluiu uma Concordata com Santa Sé, em 24 de junho de 1914. Pelo segundo artigo da Concordata, foi decidido que a "Diocese de Escópia" deveria ser criada como um bispado regular e colocado sob a jurisdição da Arquidiocese de Belgrado, que estava prestes a ser criada. Devido à explosão da Primeira Guerra Mundial, essas disposições não puderam ser implementadas, e somente após 1918 foram feitos novos arranjos.
 
Em 1924, após a devastação da Primeira Guerra Mundial, a arquidiocese foi rebaixada para diocese. Em 1969, a diocese foi fundida com a Diocese de Prizren, e tornou-se a Diocese de Escópia-Prizren. Em 2000, estas foram divididos uma vez mais, já que a parcela do território que antes era a diocese de Prizren tornou-se a Administração apostólica de Prizren, e a Diocese de Escópia voltou ao seu nome original.

## Território

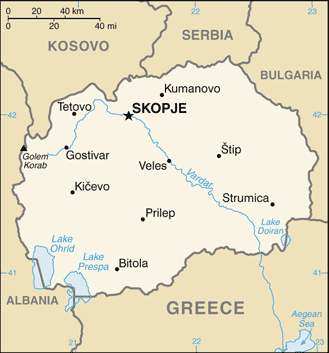
Território da diocese.

A diocese cobre todo o território da República da Macedônia. A sé episcopal é a cidade de Escópia, onde fica Catedral do Sagrado Coração de Jesus. Em Bitola fica a cocatedral do Sagrado Coração de Jesus.
O território é dividido em duas paróquias, uma em Escópia e outra em Bitola.